# Синестезия
Синестези́я (от др.-греч. συναίσθηση < σύν «вместе» + αἴσθησις «ощущение») или синдро́м Шерешевского — нейрологический феномен, при котором раздражение в одной сенсорной или когнитивной системе ведёт к автоматическому, непроизвольному отклику в другой сенсорной системе. Человек, который переживает подобный опыт, — синесте́т.
Другое определение синестезии — явление восприятия, при котором раздражение одного органа чувств (вследствие иррадиации возбуждения с нервных структур одной сенсорной системы на другую) наряду со специфическими для него ощущениями вызывает и ощущения, соответствующие другому органу чувств. Следует учитывать, что синестезия не является психическим расстройством.
Тактильная синестезия включена в перечень симптомов и клинических признаков МКБ-10 под кодом R20.8 («другие и неуточнённые нарушения кожной чувствительности»).
Однако во многих случаях термин «синестезия» («единство чувств») представляется неточным вследствие того, что существуют сложности в адекватном определении синестезии из-за включения в это понятие множества различных феноменов. Более точным может выступать понятие «идеастезия».
В одной из широко распространённых форм синестезии, известной как графемно-цветовая или цвето-графемная, цифры или буквы воспринимаются окрашенными. В пространственной форме синестезии, или синестезии числовой линии, числа, годы, месяцы, и/или дни недели представляются расположенными в определённом месте пространства (например, 1980 может быть «дальше», чем 1990), или могут появляться в форме трёхмерной карты (например, расположенные по часовой стрелке или против неё).
Только часть типов синестезии была описана учёными. Осведомлённость о синестетическом восприятии варьируется от человека к человеку.
Хотя синестезия и являлась объектом пристального научного внимания в конце XIX и начале XX веков, в середине XX века она была заброшена учёными из-за малого числа объектов изучения. Психологическое исследование показало, что синестезия может иметь измеримые поведенческие последствия, и исследования изображений функциональной нейровизуализации головного мозга показали разницу в моделях активации мозга. Исследователи находят, что синестезия помогает творческому процессу. Психологи и неврологи изучают синестезию не только по причине её привлекательности, но и для достижения лучшего понимания процесса познания и восприятия, который является общим как для синестетов, так и для обычных людей.

## Характеристики
Существуют две общие формы синестезии: проекционная и ассоциативная синестезии. Люди, которые проецируют, видят реальные цвета и формы именно в момент действия раздражителя, как это обычно принято считать для синестезии; ассоциаторы будут чувствовать очень сильную и непроизвольную связь между стимулом и ощущением, которое оно вызывает. Например, при распространённой форме хроместезии (фонопсии) (звук, цвет) проектор может услышать трубу и видеть оранжевый треугольник в пространстве, в то время, как ассоциатор может услышать трубу и твёрдо думать, что это звучит «оранжевый».
Некоторые синестеты сообщают о том, как они не подозревали, что их переживания необычные, пока они не осознали, что у других людей их нет, в то время, как другие говорят, что чувствуют себя так, как если бы они хранили тайну всю свою жизнь. Автоматическая и невыразимая суть синестетического опыта ведёт к тому, что смешение чувств не может казаться необычным. Такая непроизвольная и последовательная суть помогает определить синестезию как реальный опыт. Большинство синестетов сообщают, что их переживания приятны или нейтральны, хотя, в редких случаях, синестеты сообщают, что они могут вести к некоторой сенсорной перегрузке.
Несмотря на то, что часто в популярных СМИ синестезия показана как медицинское заболевание или нейрологическое отклонение, многие синестеты сами не воспринимают синестезию как помеху. Более того, некоторые сообщают о синестезии как о даре, скрытом чувстве, которое они не хотели бы потерять. Большинство синестетов узнали об их отличном от других способе восприятия в детстве. Некоторые изучили, как применять такую способность в повседневной жизни и на работе. Синестеты используют свои способности для запоминания имён и телефонных номеров, выполнения математических процедур в уме, а также в более сложной творческой деятельности, такой, как изобразительное искусство, музыка и театр.
Несмотря на общности, которые позволяют широко определить феномен синестезии, персональный опыт сильно отличается. Это разнообразие было отмечено в ранних исследованиях синестезии. Например одни синестеты сообщают, что гласные сильнее окрашены, другие сообщают, что сильнее окрашены согласные. Самоотчёты, интервью и автобиографические заметки от синестетов показывают огромное разнообразие типов синестезии, интенсивности, осведомлённости о различии восприятия синестетов и несинестетов и путей использования синестезии в работе, творческих процессах и повседневной жизни.
Синестеты в огромном большинстве склонны к участию в творческой деятельности. Было предположено, что персональное развитие познавательных и воспринимающих способностей в дополнение к культурному окружению ведёт к разнообразию в осведомлённости и практическом использовании феномена синестезии.

## Формы
Синестезия может варьировать между двумя любыми чувствами или модальностями, и, как минимум, один синестет, Соломон Шерешевский, обладал синестезией, которая объединяла все пять чувств. Типы синестезии записываются с использованием следующей нотации: x → y, где «x» — это возбудитель или триггер переживания, а «y» — конкурентное или дополнительное переживание. Например, восприятие букв и цифр (вместе называемыми графемами) одновременно с цветами обозначается как синестезия графема → цвет (графемно-цветовая синестезия). Похожим образом, когда синестеты видят цвета и движения как результат восприятия звука, такой тип синестезии обозначается как синестезия звук → цвет/движение (акустико-цветовая, по-другому называемая хроместезия (фонопсия), акустико-кинетическая).
Хотя в синестезии может встречаться почти любая логическая комбинация «триггер переживания / конкурентное переживание», существует несколько распространённых разновидностей.

### Графемно-цветовая синестезия

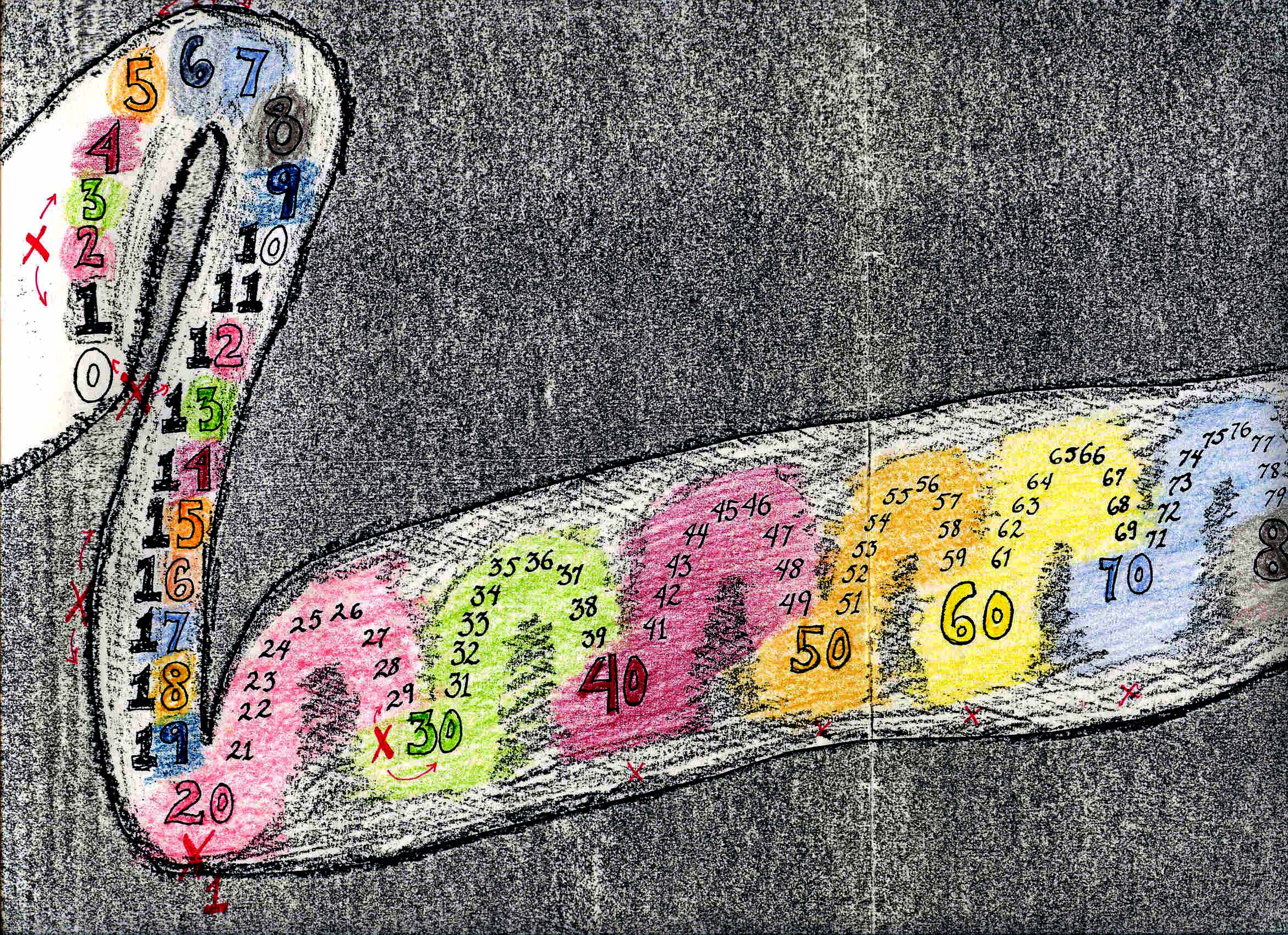
Из книги «Среда цвета индиго» На этом примере в углу сверху вниз прослеживается циферблат часов

Графемно-цветовая синестезия — возникновение цветовых или фактурных ассоциаций на буквы, цифры и слова (например, каждая буква или цифра прочно ассоциируется с каким-либо конкретным цветом). При этом у синестетов отдельные буквы алфавита и цифры (вместе именуемые графемами) «затушёвываются» или «оттеняются» цветом. В то время, как цвета у разных индивидуумов отличаются, в результате исследований большого количества синестетов выявлены некоторые общие черты в восприятии некоторых букв (например, буква «A» скорее всего будет красной).
Будучи ребёнком, Патрисия Линн Даффи (писательница и синестет) как-то сказала своему отцу: «Я поняла, чтобы сделать „R“, мне нужно сначала написать „P“, а затем нарисовать линию вниз от петли. Меня так удивило, что я могу превратить жёлтую букву в оранжевую, просто добавив чёрточку».

### Хроместезия (фонопсия)
Ещё одна распространённая форма синестезии — объединение звуков и цветов. Для некоторых людей звуки типа открывания дверей, сигналов машин и человеческой речи могут спровоцировать ощущение видения цвета. У других людей цвета возникают при проигрывании нот и/или мелодий.
Цвета, вызываемые определёнными звуками, или любые другие синестетические зрительные ощущения называются фотизмами.
Способность человека испытывать ассоциацию слышимого звука с каким-либо цветом некоторые определяют как цветной слух. Так, у многих музыкантов и композиторов каждая тональность ассоциируется с каким-либо своим цветом. Возможно и обратное: японская пианистка и композитор Хироми Уэхара ещё в процессе обучения использовала не специальные музыкальные термины, а только цветовые характеристики: «играй красный», — когда требовалось показать темперамент, — «играй синий», — когда надо было показать грусть. По словам пианистки, она не мыслит музыкальными категориями при создании музыки, а старается визуализировать звуки.
Согласно мнению невролога Ричарда Сайтовика, хроместезия (фонопсия) — это «что-то вроде фейерверка»: «Голос, музыка и разнообразные звуки окружающей среды, такие как звон посуды или лай собаки, вызывают ощущение цвета и фейерверк форм, которые возникают, перемещаются, а затем исчезают, когда звук прекращается. Звук часто меняет воспринимаемый оттенок, яркость, мерцание и направленность движения. Некоторые люди видят музыку как бы на „экране“ перед их лицами. У Дени Саймона музыка производит волнообразные линии, как на осциллографе, — линии движутся в цвете, часто металлическом, со своей высотой, шириной и, самое главное, глубиной. Моя любимая музыка имеет линии, которые простираются горизонтально за пределы „экрана“».
Люди редко приходят к единому мнению о том, какой цвет возникает при определённом звуке. Тональность си-бемоль может быть оранжевой для одного человека и синей для другого. Композиторы Ференц Лист и Римский-Корсаков весьма расходились в цветах музыкальных тональностей.

### Кинестетико-слуховая синестезия
Кинестетико-слуховая синестезия — способность некоторых людей «слышать» звуки при наблюдении за движущимися предметами или за вспышками, даже если они не сопровождаются реальными звуковыми явлениями, была открыта американскими учёными Мелиссой Саэнс (Melissa Saenz) и Кристофом Кохом из Калифорнийского технологического института.

### Синестезия локализации последовательностей (числовые формы)
Люди, которые обладают синестезией локализации последовательностей (числовыми формами) (spatial sequence synesthesia — SSS) склонны видеть числовые последовательности в виде точек в пространстве. К примеру, число 1 может быть дальше, а число 2 может быть ближе. Люди с SSS, возможно, имеют лучшую память. В одном исследовании они были в состоянии восстановить в памяти события прошлого, при этом воспоминания были намного чётче и в гораздо больших деталях, чем у тех, кто не обладал такой способностью. Такие люди, помимо прочего, видят месяцы или даты в пространстве вокруг себя. Некоторые из них видят время в виде часов, над и вокруг них.

### Числовая линия

Числовая линия, представляемая Фрэнсисом Гальтоном Первые цифры до 12 соответствуют циферблату часов.

Числовая линия — это ментальная карта чисел, автоматически и непреднамеренно появляющаяся, когда человек, ею обладающий, думает о числах. Числовая линия была впервые задокументирована и описана Френсисом Гальтоном в его работе «Видения здравомыслящих людей».

### Акустико-тактильная синестезия
При акустико-тактильной синестезии некоторые звуки могут вызывать ощущения в частях тела. Это одна из наименее распространённых форм синестезии.

### Порядковая лингвистическая персонификация
Порядковая лингвистическая персонификация (ordinal-linguistic personification — OLP) является одной из форм синестезии, при которой понятийные последовательности, такие как порядковые числительные, дни недели, месяцы и буквы алфавита ассоциируются с личностями. Хотя сведения об этой форме синестезии были задокументированы в 1890-х годах, исследователи до недавнего времени мало обращали внимание на эту форму (см. историю исследований синестезии. Порядковая лингвистическая персонификация обычно возникает совместно с другими формами синестезии, такими как графемно-цветовая синестезия.

### Мисофония
Мисофония — неврологическое расстройство, при котором негативные переживания (гнев, возбуждение, ненависть, отвращение) вызываются определёнными звуками. Ричард Сайтовик предполагает, что мисофония связана, или, возможно, даже является одной из разновидностей синестезии. Учёная Мирен Эдельштейн и её коллеги сравнили мисофонию и синестезию с точки зрения связи между различными зонами мозга, а также их специфические симптомы. Они сформулировали гипотезу о том, что «патологическое искажение связей между слуховой корой и лимбическими структурами мозга может вызвать форму звуко-эмоциональной синестезии».

### Эмпатия прикосновений
Эмпатия прикосновений (синестезия зеркального прикосновения) — это редкая форма синестезии, при которой люди в буквальном смысле чувствуют те же ощущения, что чувствует другой человек (например, прикосновение). К примеру, когда такой синестет наблюдает, как дотрагиваются до чьего-то плеча, он также невольно чувствует прикосновение к своему собственному плечу. Люди с этим типом синестезии, как показывают исследования, обладают более высоким уровнем эмпатии по сравнению с общей популяцией. Это может иметь отношение к так называемым зеркальным нейронам, присутствующим в моторных областях мозга, которые также связывают с эмпатией.

### Лексико-гастическая синестезия
Лексико-гастическая, или вкусовая, синестезия — ещё одна редкая форма синестезии, при которой у человека появляются вкусовые ассоциации от каких-либо слов, образов. Такие синестеты могут, например, слушать любимую песню и каждый раз вспоминать вкус шоколада; слово «баскетбол» может иметь вкус вафель. Документальный фильм «Дерек вкуса ушной серы» получил своё название из-за этого феномена, в связи с тем, что владелец паба Джеймс Воннертон испытывал это особенное ощущение всякий раз, когда он слышал произнесённое имя. Подсчитано, что эту форму синестезии имеют 0,2 % населения.

### Другие формы
Поступала информация и о других формах синестезии, но они пока что мало изучены с научной точки зрения. Эти формы включают в себя соотношение людей с цветами («аурическая» синестезия), эмоций с цветами (эмоционально-цветовая синестезия), цветное обоняние (ольфакторно-цветовая), шелест запахов (ольфакторно-звуковая) и многие другие.

## Причина возникновения

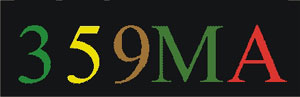
Пример ассоциаций между графемами и цветами, которые точнее описываются как идеастезия, чем как синестезия.

Сегодня мало что известно о том, как развивается синестезия. Первые исследования синестезии у детей и её развития проводятся в настоящее время.
Основываясь на полученных данных о том, что синестезия не является феноменом перекрещивания органов чувств, но обладает свойствами идеастезии, было предположено, что синестезия развивается в детстве в период, когда дети впервые интенсивно сталкиваются с абстрактными понятиями. Эта гипотеза называется гипотезой семантического вакуума и объясняет, почему наиболее распространёнными формами синестезии являются графемно-цветовая, и локализация последовательностей (числовые формы) и числовая линия. Это, как правило, первые абстрактные понятия, которым обучают детей в соответствии с требованиями образовательных систем.

## Механизм

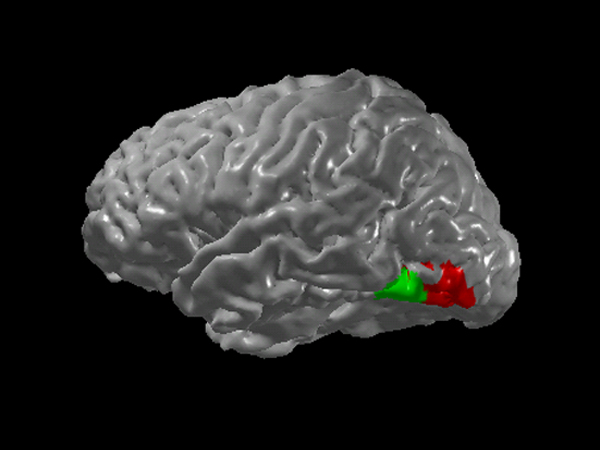
Области мышления, которые кросс-активируются при графемно-цветовой синестезии (зелёный — область распознавания графем, красный — цветов V4)

Различные участки мозга выполняют различные функции. Увеличение перекрёстных связей между областями, специализированными для выполнения различных функций, может объяснить многие виды синестезии. Например, дополнительное ощущение цвета, когда смотришь на графемы, может быть связано с перекрёстной активацией области графемного распознавания и цветовой области, называемой V4 (см. Рисунок). Это подтверждается тем фактом, что графемно-цветовые синестеты способны определить цвет графемы периферийным зрением, даже когда они не могут сознательно определить форму графемы.
Альтернативная версия говорит о расторможении обратной связи или об уменьшении торможения существующих путей обратной связи. Как правило, возбуждение и торможение уравновешены. Однако, если нормальная обратная связь не тормозилась, как обычно, то сигналы, возвращающиеся из поздних стадий мульти-сенсорной обработки, могут повлиять на более ранние стадии таким образом, что может активироваться зрение. Сайтовик и Иглман видят доказательство этой теории в так называемых приобретённых формах синестезии, которые появляются у несинестетов при определённых условиях: височной эпилепсии, черепно-мозговых травмах, инсультах и опухолях головного мозга. Они также отмечают, что это может происходить и во время стадии медитации, глубокой концентрации, сенсорной депривации или с использованием психоделиков, таких как ЛСД, мескалин и даже марихуана. Однако, синестеты сообщают, что общие стимуляторы, такие как кофеин, сигареты и алкоголь, не влияют на их синестезии:137–40.
Значительно отличающийся теоретический подход к синестезии основывается на идеастезии. В соответствии с ней синестезия — феномен, возникающий посредством извлечения смысла (процесса осмысления) при действии синестетического стимула. Таким образом, синестезия может быть принципиально семантическим феноменом. Поэтому, чтобы понять нейронные механизмы синестезии, необходимо больше понимания механизма семантики и извлечения смысла. Это нетривиальная проблема, потому что это не только вопрос об участке головного мозга, где происходит «обработка» данных, но также и вопрос о понимании, отображающийся, например, в проблеме Китайской комнаты. Таким образом, вопрос о нейронной основе синестезии глубоко укоренился в общих психофизических проблемах и проблемах разрыва в объяснении.

## Критерии диагностики
Хотя синестезию часто называют неврологическим заболеванием, она не включена в DSM-IV (Руководство по диагностике и статистике психических расстройств) или МКБ, так как чаще всего она не мешает нормальной повседневной деятельности. В самом деле, большинство синестетов сообщают, что их способность нейтральна или даже приятна. Как и абсолютный слух, синестезия — это отличное от других восприятие окружающего мира.

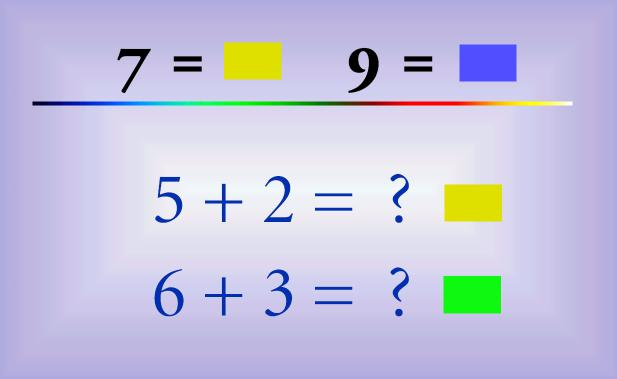
Время, затрачиваемое на получение ответов на такой вид задач, у синестетов с цветовой разновидностью синестезии меньше, чем у людей без синестезии

Простейшим подходом является многократное тестирование на восприятие цветов в течение длительного периода времени. Синестеты стабильно повторяют около 90 % чувственных проекций, даже если между тестами прошли годы. Для сравнения, несинестеты набирают только 30—40 % даже если между тестами несколько недель и они предупреждены о том, что тесты будут проводиться повторно.

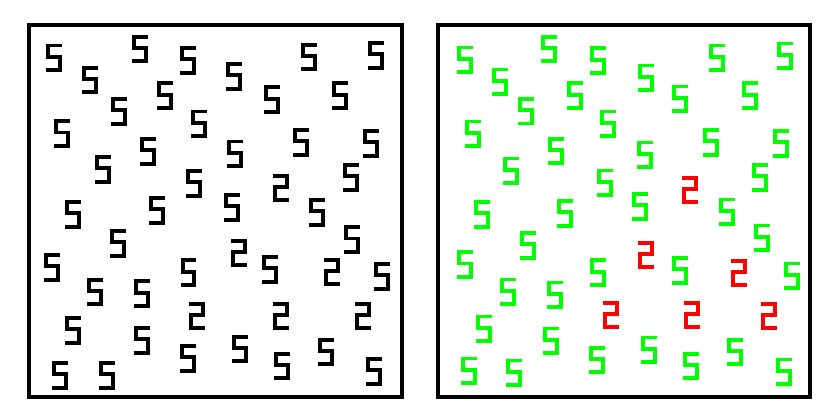
Автоматизм синестетического восприятия. Синестеты могут воспринимать левое поле как правое

Графемно-цветовые синестеты сопоставляют каждую букву с цветом (например, «А», как правило, красная; «O», как правило, белого или чёрного цвета; «S» чаще всего жёлтого и так далее). Тем не менее, есть большое разнообразие типов синестезии, а внутри каждого типа люди называют разные раздражители для своих ощущений и различные интенсивности переживаний. Это разнообразие означает, что определить синестезию у индивида трудно, и большинство синестетов пребывают в полном неведении о том, что их переживания имеют название.
Невролог Ричард Сайтовик выделяет следующие диагностические критерии для синестезии в первом издании своей книги. Однако во втором издании они отличаются:
1. Синестезия является непроизвольной и автоматической.
2. Восприятие синестетов пространственно расширено, то есть у них часто бывает чувство «места». Например, синестеты говорят о том, что «смотрят на» или «идут в», желая поделиться воспоминанием.
3. Синестетическое восприятие является последовательным и обобщённым.
4. Синестезия хорошо запоминается.
5. Синестезия сопровождается аффектом.

Первыми наблюдаемыми в практике Сайтовика были люди, чья синестетическая проекция находилась вне тела (например, на «экран» перед своим лицом). Более поздние исследования показали, что такая серьёзная экстернализация происходит у меньшинства синестетов. Дорабатывая эту концепцию, Сайтовик и невролог Дэвид Иглман разделили «локализаторов» и «нелокализаторов», чтобы отличать тех синестетов, чьё восприятие имеет ясное ощущение этого свойства пространства, от тех, чьё восприятие такого не имеет.

## Эпидемиология
В зависимости от позиции одни исследователи полагают, что некоторую степень синестезии имеет 1 из 2000 человек, в то время, как другие сообщают об 1 случае из 300 или даже больше — 1 из 23. Одной из проблем в статистике является то, что некоторые люди не классифицируют себя как синестеты и не понимают, что их восприятие отличается от восприятия остальных.
Существует исследование, предполагающее, что вероятность наличия синестезии больше у людей с аутизмом.

## История
Истоки причин соединения видимого и слышимого восприятия на человеческие рецепторы уходят в глубь веков. Ещё в древности существовало синкретическое искусство, неделимое на роды и виды. Цвет и звук в сознании первобытных предков принадлежали определённым предметам, а восприятие предметов было конкретным. Именно поэтому танец и свет от пламени костра, которые были обязательными ритуальными действиями, являлись нераздельными и исполнялись в определённых и предназначенных для этого случаях.
Интерес к цветному слуху восходит к греческой античности, когда философы интересовались, был ли цвет («хроя», тембр) музыки качеством, поддающимся количественной оценке. Известно множество попыток создания цветовых орга́нов, таких как световая клавиатура, на которой в концертных залах исполняется цветная музыка.
Первое медицинское описание «цветного слуха» сделано в немецкой диссертации 1812 года, написанной немецким врачом Саксом. «Отец психофизики» Густав Фехнер в 1876 году осветил первое эмпирическое исследование связанных с буквами фотизмов у 73 синестетов, оно было продолжено в 1880-х годах Фрэнсисом Гальтоном. Карл Густав Юнг обращается к «цветному слуху» в своих «Символах трансформации» в 1912 году.
Как уже упоминалось выше, феномен синестезии известен науке на протяжении трёх столетий. Пик интереса к ней пришёлся на рубеж XIX и XX веков. Тогда смешением чувств заинтересовались не только медики, но и люди искусства. Так, в 1915 году был создан специальный инструмент для исполнения световой партии в «Прометее» Александра Скрябина. В 1970-х гг. были популярны концерты «музыка + свет», в которых использовался «световой орга́н» — музыкальный инструмент, извлекавший не только звуки, но и свет.
По мнению Чарльза Осгуда, именно феномен синестезии, состоящий в возникновении ощущения одной модальности под воздействием раздражителя другой модальности, служит основой метафорических переносов и оценок и делает возможным метод семантического дифференциала.
В то время исследование синестезии протекало в нескольких странах, но из-за трудностей в измерении субъективного опыта и подъёма бихевиоризма, наложившего табу на изучение субъективного опыта, синестезия мало исследовалась в 1930—1980-е годы.
В 1980-х годах, когда когнитивная революция вернула респектабельность внутренним субъективным состояниям, учёные снова вернулись к синестезии. Ларри Маркс и Ричард Сайтовик в США, а позже Саймон Барон-Коэн и Джеффри Грей в Великобритании изучили реальность, консистенцию и частоту синестетических переживаний. В конце 1990-х годов внимание сфокусировалось на графемно-цветовой синестезии, одном из самых распространённых и легко изучаемых типов.
С развитием Интернета в 1990-х годах синестеты начали контактировать друг с другом и создавать веб-сайты, посвящённые этому феномену. А те, в свою очередь, переросли в такие международные организации, как Американская синестетическая ассоциация, Синестетическая ассоциация Великобритании, Бельгийская синестетическая ассоциация, Канадская синестетическая ассоциация, Германская синестетическая ассоциация, и Нидерландское синестетическое веб-сообщество. С 2009 года начало́ свою деятельность Российское синестетическое сообщество, задачей которого называют объединение людей, обладающих врождённой синестезией, в единое информационно-просветительское пространство.

## Общество и культура

### Проявления в искусстве
Исторически синестетическое искусство относится к мультисенсорным переживаниям в таких жанрах, как 
зрительная музыка, 
музыкальная визуализация, 
аудиовизуальное искусство, 
абстрактное кино и 
интермедия. 
В отличие от нейронауки, понятие синестезии в искусстве расценивается как одновременное восприятие множественных стимулов в одном целостном гештальт-переживании.
Неврологическая синестезия являлась источником вдохновения для художников, композиторов, поэтов, романистов и цифровых художников. 
Кандинский (синестет) и Мондриан (несинестет) оба экспериментировали с изобразительно-музыкальным соответствием в своих картинах. 
А. Скрябин сочинял цветную музыку, которая была сознательно создана и базировалась на квинтовом круге, тогда как Оливье Мессиан изобретал новый метод композиции («лады ограниченной транспозиции» или «симметричные лады») специально, чтобы представить свою двунаправленную цвето-звуковую синестезию. Например, красные скалы Брайс-Каньона изображены в его симфонии Des canyons aux étoiles («Каньоны к звёздам»).
Новые направления искусств, такие как литературный символизм, беспредметное искусство и зрительная музыка используют результаты экспериментов с синестетическими ощущениями, что поспособствовало увеличению осведомлённости о синестетическом и мультисенсорном способах восприятия.
Современные художники, обладающие синестезией, такие как Кэрол Стин и Марция Смайлак, используют синестезию, чтобы создавать художественные работы. 
Бренди Гейл, канадская художница, испытывает невольное объединение или пересечение каких-либо из чувств — слуха, зрения, вкуса, осязания, обоняния и движения; Гейл рисует с натуры, а не по фотографиям, и путём изучения сенсорной панорамы каждой местности пытается ухватить, выбрать и передать свои личные переживания.

### Литературные описания
Синестезия часто используется как сюжетный ход или как способ проявления внутреннего мира героя. 
Писатель и синестет Пэт Даффи описывает пять возможностей использования героев-синестетов в современной художественной литературе.
1. Синестезия как романтический идеал: при котором это состояние иллюстрирует романтический идеал того, как чей-то опыт выходит за рамки мира. К книгам этой категории относится «Дар» В. Набокова.
2. Синестезия как патология: когда это свойство является патологическим. Книги этой категории включают «The Whole World Over» Джулии Гласс[англ.].
3. Синестезия как романтическая патология: при которой синестезия предстаёт как патология, но она ведёт к романтическому идеалу выхода за пределы повседневного опыта. К книгам такой категории относится «The Sound of Blue» Холли Пэйн.
4. Синестезия как психологическое здоровье и гармония: это книги «Painting Ruby Tuesday» Джейн Ярдли[англ.] и A Mango-Shaped Space[англ.] Вэнди Масс[англ.].
5. Синестезия как подростковая литература и научная фантастика: это книги «Ультрафиолет» (Ultraviolet) Р. Дж. Андерсон, «Империя мороженого» (The Empire of Ice Cream, 2006) Дж. Форда, и «One Is Not A Lonely Number» Эвелин Крайгер.

### Известные случаи

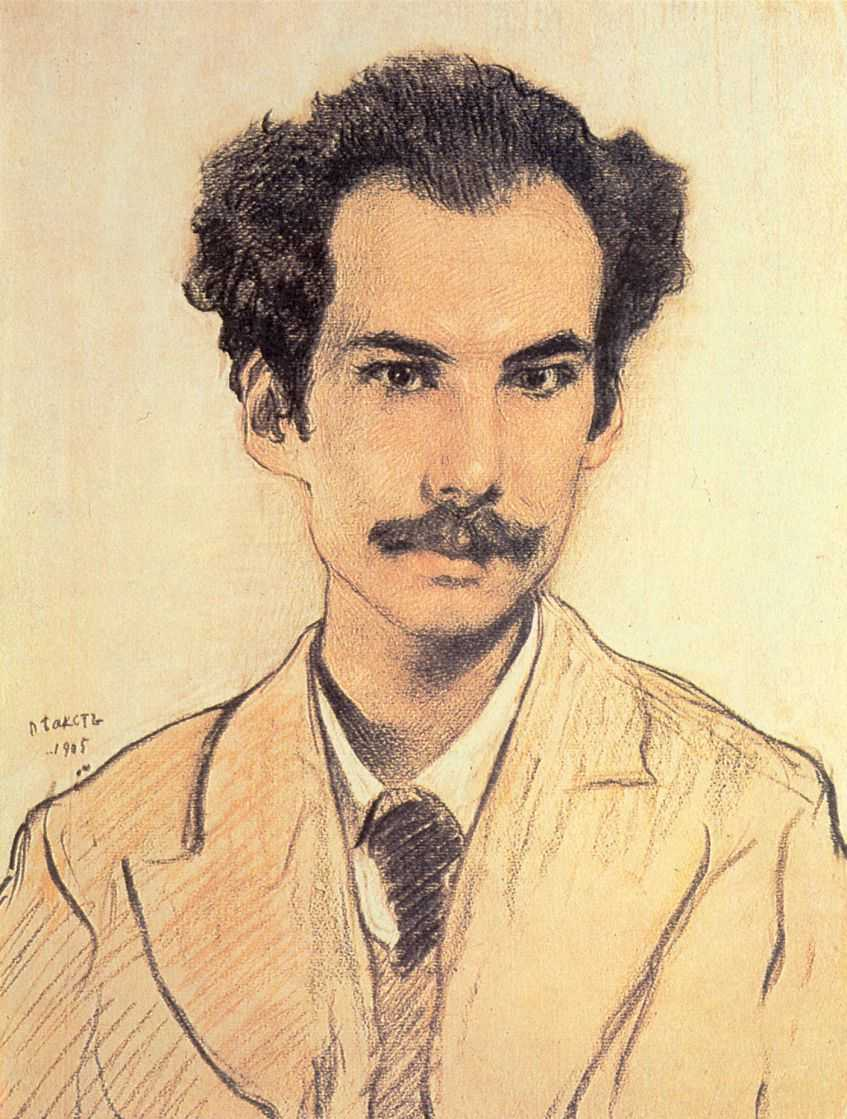
Предположительно синестезии был подвержен Андрей Белый

Определение синестезии в исторических материалах наполнено заблуждениями, не считая (авто-)биографические источники, которые точно предоставляют убедительные и подробные описания.
Существует много известных синестетов, большинство из которых является художниками, писателями или музыкантами. Русский художник Василий Кандинский сочетал четыре ощущения: цвет, слух, осязание и запах. Владимир Набоков описывал свою графемо-цветовую синестезию в автобиографии «Память, говори» (ранее была издана под названием «Другие берега́») и отобразил её в некоторых героях. Дэвид Хокни воспринимает музыку в цвете, форме и расположении в пространстве и использует эти ощущения, когда рисует декорации для оперы (хотя другие художественные работы пока не создаёт). Андрей Белый в своих романах (Котик Летаев, Москва) и экспериментальной поэме Глоссалия развил идею о материальности слов и звуков, которые, как и окружение, можно ощутить.
Синестетами-композиторами были Николай Римский-Корсаков, Дюк Эллингтон и Оливье Мессиан, чьи три типа сложных цветов ясно представлены в музыкальных струнных структурах, которые он изобрёл, музыканты Билли Джоэл:89, 91, Ицхак Перлман:53, Александр Фрэй, Ида Мария, Брайан Чейз и Патрик Стамп, электромузыкант Ричард Д. Джеймс, также известный как Aphex Twin (который заявляет, что вдохновляется осознанными сновидениями так же, как музыкой); и пианистка Элен Гримо. Фаррелл Уильямс из групп The Neptunes и N.E.R.D, утверждает, что имел опыт синестезии и использовал его в основе альбома «Seeing Sounds». Певица и автор песен Marina and the Diamonds испытывает музыкально-цветовую синестезию и описывает цветные дни недели. Певица Билли Айлиш также отмечает, что синестезия помогает ей в творчестве.
Среди других известных синестетов физик Ричард Фейнман описывает цветные уравнения в автобиографии «Какое тебе дело до того, что думают другие?», изобретатель Никола Тесла; актриса Стефании Корсуэл.
Некоторые творческие личности, часто принимаемые за синестетов, в действительности такими не являлись. Например, выбор цветов в «Прометее» (1911) А. Скрябина был основан на квинтовом круге и, очевидно, взят у Елены Блаватской. При этом музыкальная партитура имела отдельные нотные линейки с указанием «luce», ноты которых должны были играться на цветовом органе. В эпоху начала издания научно-популярного журнала «В мире науки» появляются технические анализы. С другой стороны, Николай Римский-Корсаков (который воспринимался как достаточно консервативный композитор), на самом деле был синестетом.
Французские поэты Артюр Рембо и Шарль Бодлер писали о синестетическом опыте, но нет доказательств, что они сами были синестетами. В своих Correspondances 1857 года Бодлер представил идею, что чувства можно и нужно смешивать. Бодлер принимал участие в эксперименте с гашишем психиатра Жака Жозефа Моро и заинтересовался, как чувства могут влиять друг на друга.
Даниел Таммет написал книгу о своих опытах синестезии в книге «Born on a Blue Day».
Джоан Харрис, автор романа «Шоколад», является синестетом и говорит, что ощущает цвета как запахи. Её роман «Blueeyedboy» («Мальчик с голубыми глазами») демонстрирует различные аспекты синестезии.

## Исследования
Одним из наиболее известных и авторитетных исследований синестезии в XX в. является многолетнее (в течение нескольких десятилетий) исследование акад. А. Р. Лурия феномена выдающейся памяти С. В. Шерешевского, которое нашло отражение не только в специальной литературе, но и в изданной в МГУ в 1968 г. научно-популярном исследовании «Маленькая книжка о большой памяти», позже неоднократно переизданной. С другой стороны, по признанию самого Лурии, до него феноменом Шерешевского заинтересовался психолог Лев Выготский, позже лично присутствовавший при исследованиях.

Тесты наподобие этого демонстрируют, что люди не соединяют звуки и зрительные формы произвольно. Какую фигуру Вы бы назвали «Буба», а какую «Кики»?

Исследования вопросов, возникающих в ходе изучения синестезии, о том, как мозг объединяет информацию от различных сенсорных модальностей, называют межсенсорным восприятием или мультисенсорной интеграцией.
Примером этого является эффект «буба — кики». В эксперименте, впервые разработанном Вольфгангом Кёлером, людей просят выбрать, какую из двух фигур они назовут «Бубой», а какую «Кики». 95—98 % людей в качестве «Кики» выбирают угловатую фигуру, а «Бубой» называют округлую. Люди с острова Тенерифе показали аналогичные предпочтения между фигурами, называемыми «Такете» и «Малума». Даже дети возрастом 2,5 года (слишком маленькие, чтобы уметь читать) демонстрируют такой же результат. Недавние исследования показали, что на фоне этого эффекта может действовать форма идеастезии.
Исследователи надеются, что изучение синестезии обеспечит лучшее понимание сознания и его нейронных коррелятов. В частности, синестезия может иметь отношение к философской проблеме квалиа, учитывая, что синестеты испытывают экстра-квалиа (например, цветные звуки). Важным для понимания квалиа могут послужить выводы о том, что синестезия имеет свойства идеастезии, которой также предлагают ключевую роль в осмыслении процессов, порождающих квалиа.

### Технологические приложения
Синестезия имеет также ряд практических применений, одним из которых является использование «намеренной синестезии» в технологии.

### Синестезия и виртуальная реальность
Одним из типов приложений является виртуальная программа по снижению боли. Основная цель существующих программ — уменьшить боль при прохождении специального лечения путём смещения внимания от испытываемой боли к виртуальной программе, в которой участвует пациент. Искусственная синестезия и комбинирование различных чувств могут помочь усилить контроль над человеческим вниманием, который можно использовать для улучшения и прямого сенсорного отвлечения от воспринимаемой боли.
Например, многие методы лечения ожогов и ран могут увеличить беспокойство пациента, что увеличивает и воспринимаемую боль. Поэтому переключение внимания с боли и тревоги является важной частью процесса лечения. Виртуальная реальность оказалась очень эффективной в управлении этой острой болью в нескольких медицинских учреждениях, где внимание пациентов переключали на специальную программу. Данная методика более эффективна, чем другие методы отвлечения, вроде видеоигр. Более конкретно, конвергенция многих чувственных модальностей (например, слуховой, зрительной и тактильной) даёт пациентам ощущение погружённости в виртуальную среду, которая помогает им терпеть боль, в меньшей степени полагаясь на фармакологическую терапию.

### The vOICe
Питер Мейджер изобрёл устройство, предназначенное для функционального замещения органа чувств, которое получило название The vOICe. Исследовательский проект The vOICe финансируется в частном порядке, то есть, без привлечения внешних инвестиций, и был впервые осуществлён путём использования малобюджетного оборудования в 1991 году. The vOICe представляет собой устройство сенсорного замещения, преобразующее зрительную картинку с высоким разрешением (до 25 344 пикселей) в звуковую форму. Устройство состоит из компьютера, камеры, закрепляемой на голове, и наушников. Система переводит зрительный сигнал, считываемый камерой из внешней среды, в соответствующие звуковые репрезентации (комбинации или звуковые ландшафты), которые пользователь воспринимает через наушники на средней предустановленной скорости одна комбинация в секунду. Каждый звуковой ландшафт получается в результате сканирования зрительной картинки слева направо, при этом видимая высота передаётся звуковысотностью, а яркость — громкостью. Звуковые ландшафты передаются с предустановленным разрешением 176×64, приблизительно сравнимым по точности с имплантатом сетчатки глаза или вживляемым в головной мозг датчиком с 10 тысячами электродов.
Например, прямая яркая линия на тёмном фоне, проходящая сверху вниз и слева направо, будет звучать как плавно нисходящий звук. Точка прозвучит как отрывистый звуковой сигнал, и две точки — как два таких сигнала. Так как изображения в жизни обычно гораздо сложнее, то и устройство The vOICe звучит не так просто. Для переработки картинки в звук устройство использует фиксированный алгоритм обращения светового сигнала в звуковой в режиме реального времени, что позволяет пользователю слышать и интерпретировать зрительную информацию, получаемую при помощи видеокамеры. Устройство The vOICe компенсирует утрату зрения посредством преобразования информации утраченной модальности в стимулы сохранной, функционирующей модальности.
На основе этого механизма и при условии определённого обучения и практики у пользователя можно развить так называемое опосредованное (синтетическое) зрение, проявляющееся в виде настоящих зрительных ощущений посредством кроссмодальной сенсорной интеграции.

### Eyeborg
Eyeborg — устройство, разработанное Адамом Монтандоном, которое включает в себя аудио- и зрительный спектры. Это делает возможным людям с цветовой слепотой слышать цвета. Вдохновением для создания этого прибора послужила естественная синестезия.